# Charles V. Eskridge
Charles Vernon Eskridge (* 20. Januar 1833 in Virginia; † 15. Juli 1900 in Emporia, Kansas) war ein US-amerikanischer Politiker. Zwischen 1869 und 1871 war er Vizegouverneur des Bundesstaates Kansas.

## Werdegang
Mit seinen Eltern kam Charles Eskridge zunächst nach Ohio und dann nach Lewiston in Illinois. Im Alter von 13 Jahren machte er sich selbständig und verdiente sein Geld durch verschiedene Arbeiten. Er ging nach St. Louis und war für einige Zeit als Schiffssteward auf einem Flussdampfer auf dem Mississippi tätig. Im Jahr 1855 kam er in das Kansas-Territorium, das von blutigen Auseinandersetzungen zwischen Anhängern und Gegnern der Sklaverei heimgesucht wurde. Dort wurde er im Zeitungsgeschäft tätig. Er wurde Mitglied der Republikanischen Partei und nahm aktiv auf Seiten der Sklavereigegner an den Auseinandersetzungen teil. Später ließ er sich in Emporia nieder, wo er in einem Laden arbeitete. Im Jahr 1859 wurde er dort auch Nachlassrichter. Nach der Gründung des Staates Kansas wurde er in die Staatslegislative gewählt. 1863 wurde er in den Stab des Gouverneurs berufen. Ein Jahr später wurde er Mitglied im Senat von Kansas.
1868 wurde Eskridge an der Seite von James Madison Harvey zum Vizegouverneur von Kansas gewählt. Dieses Amt bekleidete er zwischen dem 11. Januar 1869 und dem 9. Januar 1871. Dabei war er Stellvertreter des Gouverneurs. Im Jahr 1872 strebte er erfolglos die Nominierung seiner Partei für die Gouverneurswahlen an. Später war er Mitglied im Gemeinderat von Emporia und nochmals der Staatslegislative. Eskridge setzte sich für eine Verbesserung des Schulsystems seines Staates ein. Ferner arbeitete er im Handel und in der Immobilienbranche. Überdies war er im Zeitungsgeschäft tätig. Unter anderem wurde er Besitzer und Herausgeber der Zeitung Emporia Republican. Charles Eskridge starb am 15. Juli 1900 in Emporia.